# البرهان (أرسطو)
البرهان أو انالوطيقا الثانية أو التحليلات الثانية هي إحدى الآثار المنسوبة إلى أَرِسْطُوطَالِيس، وتعتبر ضمن الكتب المنطقية المسماة بـ «الأورغانون».
قال صاحب كشف الظنون: «نقله اسحق إلى السرياني ونقل متى نقل اسحق إلى العربي وشرحه الفارابي.»